# Чападара
Чападара (пушту چپه‌دره‎, дари چپه‌دره) — один из районов провинции Кунар в Афганистане. Он расположен в западной части провинции и граничит с провинцией Нуристан. В рельефе района преобладает гористая местность, что делает невозможным сельское хозяйство и животноводство в целом по району. Некоторые жители работают за пределами района. Медицинская помощь и образование в районе нуждаются в совершенствовании.
Население — 27 500 человек (по данным 2006 года). Национальный состав — почти 100 % пуштуны.